# Phosphangulène
 (août 2024).
Le phosphangulène est une phosphine polycyclique aromatique apparentée par sa structure au triangulène (en). C'est également le composé parent d'une famille de dérivés organophosphorés communément appelés phosphangulènes.
Il a été décrit pour la première fois en 1997 dans le cadre de la recherche de nouveaux matériaux organiques pyroélectriques.

## Structure
Le phosphangulène adopte une géométrie pyramidale du fait de la présence de l'atome de phosphore, peu enclin à l'hybridation sp² et trop volumineux pour pouvoir rester dans le plan des aromatiques. De cette façon, certains dérivés du phosphangulène de symétrie C3 ou C1 possèdent une forme de chiralité inhérente, analogue celle observée pour les cyclotribenzènes.

## Synthèse
La synthèse première voie de synthèse décrite permet d'accéder uniquement au composé parent non-fonctionnalisé et il a fallu attendre 2014 pour qu'une modification de la méthode originale soit introduite et donne accès à des dérivés fonctionnalisés chiraux.

Synthèse d'un dérivé chiral du phosphangulène par Yamamura et al.

En 2024, une nouvelle stratégie de synthèse reposant sur l'utilisation d'un réarrangement de phospho-Fries est mise au point et permet d'accéder à un dérivé chiral en seulement 3 étapes.

## Applications
En 2020, les dérivés du phosphangulène sont étudiés uniquement dans le cadre de la recherche fondamentale néanmoins leurs propriétés remarquables en font des cibles de recherche dans différents domaines tels que la cristallographie, la chimie hôte-invité et la chimie de coordination.